# Nikołaj Popow (polityk)
Nikołaj Nikołajewicz Popow (ros. Николай Николаевич Попов, ur. 5 stycznia 1891 w Kutaisi, zm. 10 lutego 1938 w Kommunarce) – radziecki dziennikarz i działacz partyjny.

## Życiorys
Urodzony w rodzinie rosyjskiego nauczyciela. W 1906 wstąpił do SDPRR, był mienszewikiem, 1908-1909 studiował na Uniwersytecie Charkowskim i Uniwersytecie Moskiewskim (nie ukończył). W grudniu 1911 aresztowany, potem skazany na zesłanie do guberni irkuckiej, w marcu 1917 zwolniony po rewolucji lutowej, 1917-1919 był członkiem Rady Charkowskiej i KC SDPRR(m), następnie 1919-1920 pracował w Ludowym Komisariacie Spraw Zagranicznych RFSRR na Zakaukaziu. W 1919 wstąpił do RKP(b). Od 1920 redaktor gazety „Kommunist”, 1921-1922 sekretarz odpowiedzialny charkowskiego gubernialnego komitetu KP(b)U, 1923-1927 w KC KP(b)U, od lutego do września 1924 zastępca kierownika Wydziału Agitacyjno-Propagandowego KC RKP(b), 1924-1926 rektor Instytutu Marksizmu.
W latach 1925–1928 kierownik Wydziału Agitacyjno-Propagandowego KC KP(b)U, 1925-1926 ponownie redaktor gazety „Kommunist”, od 12 grudnia 1925 do 5 czerwca 1930 członek KC KP(b)U, jednocześnie od 12 grudnia 1925 do 9 kwietnia 1929 członek Biura Organizacyjnego KC KP(b)U i 1926-1927 członek KC KPZU. Od 29 listopada 1927 do 9 kwietnia 1929 zastępca członka Biura Politycznego KC KP(b)U, 1928-1929 I zastępca kierownika Wydziału Agitacji, Propagandy i Prasy KC WKP(b), 1929 kierownik Wydziału Agitacji, Propagandy i Prasy Moskiewskiego Komitetu WKP(b), od 1929 do stycznia 1933 członek kolegium redakcyjnego gazety „Prawda”. Od 13 lipca 1930 do 25 czerwca 1937 zastępca członka KC WKP(b), od 27 lutego 1933 do 4 lipca 1937 ponownie członek KC KP(b)U, jednocześnie od 27 lutego 1933 do 27 maja 1937 sekretarz KC KP(b)U i od 27 lutego 1933 do 23 maja 1936 zastępca członka Biura Politycznego KC KP(b)U. Od 27 lutego 1933 do 27 maja 1937 członek Biura Organizacyjnego KC KP(b)U, od stycznia 1933 do 27 czerwca 1937 dyrektor Instytutu Marksa-Engelsa-Lenina przy KC KP(b)U, od 1935 do czerwca 1937 zastępca członka Komitetu Wykonawczego Kominternu. Od 23 maja 1936 do 4 lipca 1937 członek Biura Politycznego KC KP(b)U, od 3 czerwca do 4 lipca 1937 III sekretarz KC KP(b)U.
17 czerwca 1937 aresztowany, 8 lutego 1938 skazany na śmierć przez Wojskowe Kolegium Sądu Najwyższego ZSRR pod zarzutem udziału w kontrrewolucyjnej organizacji terrorystycznej i dwa dni później rozstrzelany. 14 marca 1956 pośmiertnie zrehabilitowany.